# Samšín
Samšín (německy Samschin) je obec v okrese Pelhřimov v Kraji Vysočina. Žije zde 158 obyvatel. V údolí východně od obce protéká Kejtovský potok, který je pravostranným přítokem řeky Trnavy tekoucí severně od Samšína.

## Historie
První písemná zmínka o obci pochází z roku 1379.

## Obyvatelstvo
| Rok            | 1869 | 1880 | 1890 | 1900 | 1910 | 1921 | 1930 | 1950 | 1961 | 1970 | 1980 | 1991 | 2001 | 2011 | 2021 |
| -------------- | ---- | ---- | ---- | ---- | ---- | ---- | ---- | ---- | ---- | ---- | ---- | ---- | ---- | ---- | ---- |
| Počet obyvatel | 427  | 426  | 442  | 424  | 424  | 409  | 341  | 263  | 242  | 227  | 196  | 192  | 177  | 156  | 147  |
| Počet domů     | 56   | 58   | 59   | 61   | 62   | 65   | 64   | 63   | 56   | 51   | 48   | 60   | 62   | 62   | 61   |

## Obecní správa
V letech 1869–1890 Samšín byl jako osada obce k Roučkovicím v okrese Pelhřimov. Od roku 1900 je obcí v okrese Pelhřimov (1900–1930), poté v okrese Pacov (1950) a později v okrese Pelhřimov.

### Části obce
- Samšín
- Přáslavice

## Pamětihodnosti
- Kaple sv. Jana Nepomuckého na návsi

## Galerie

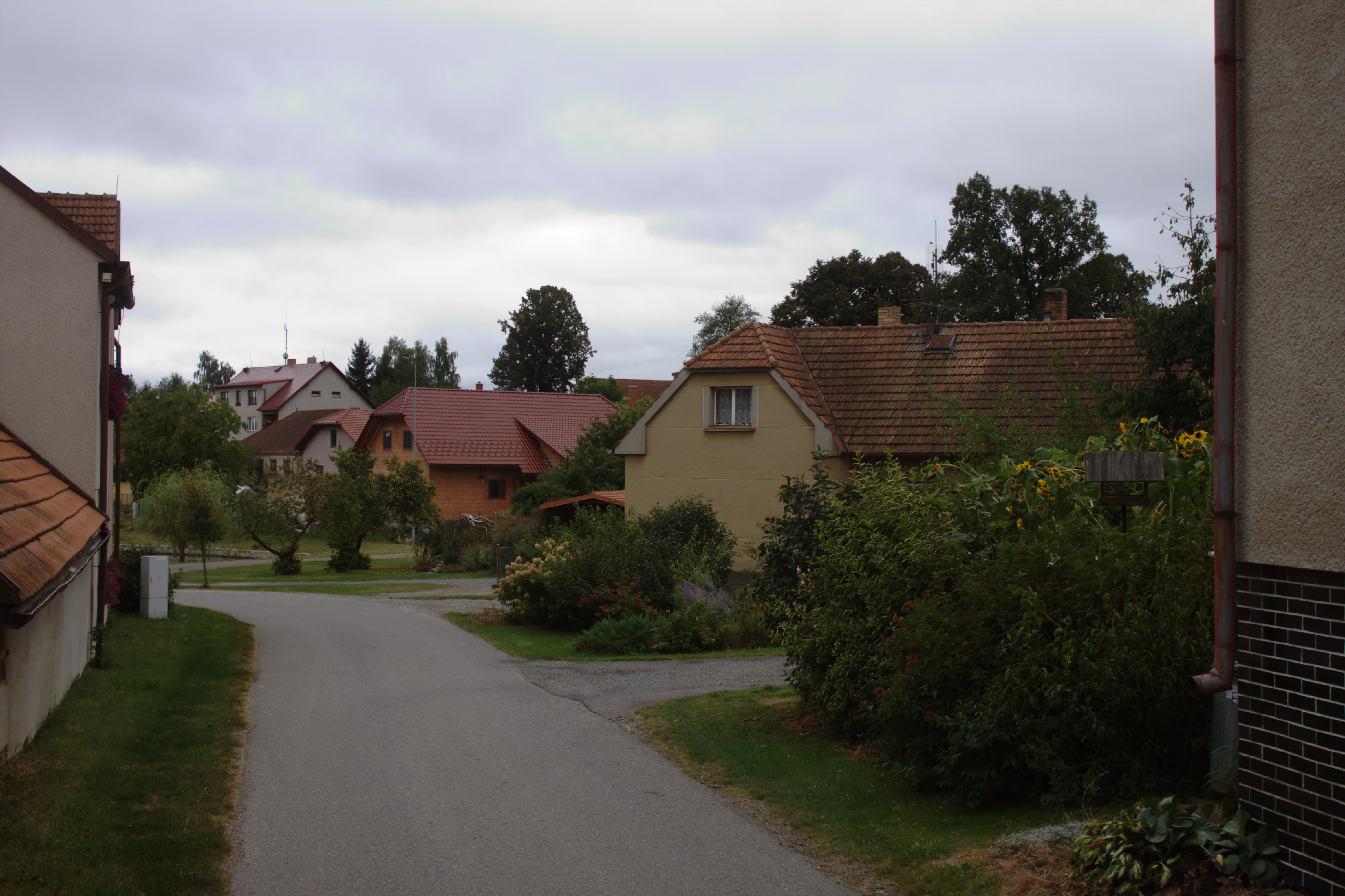
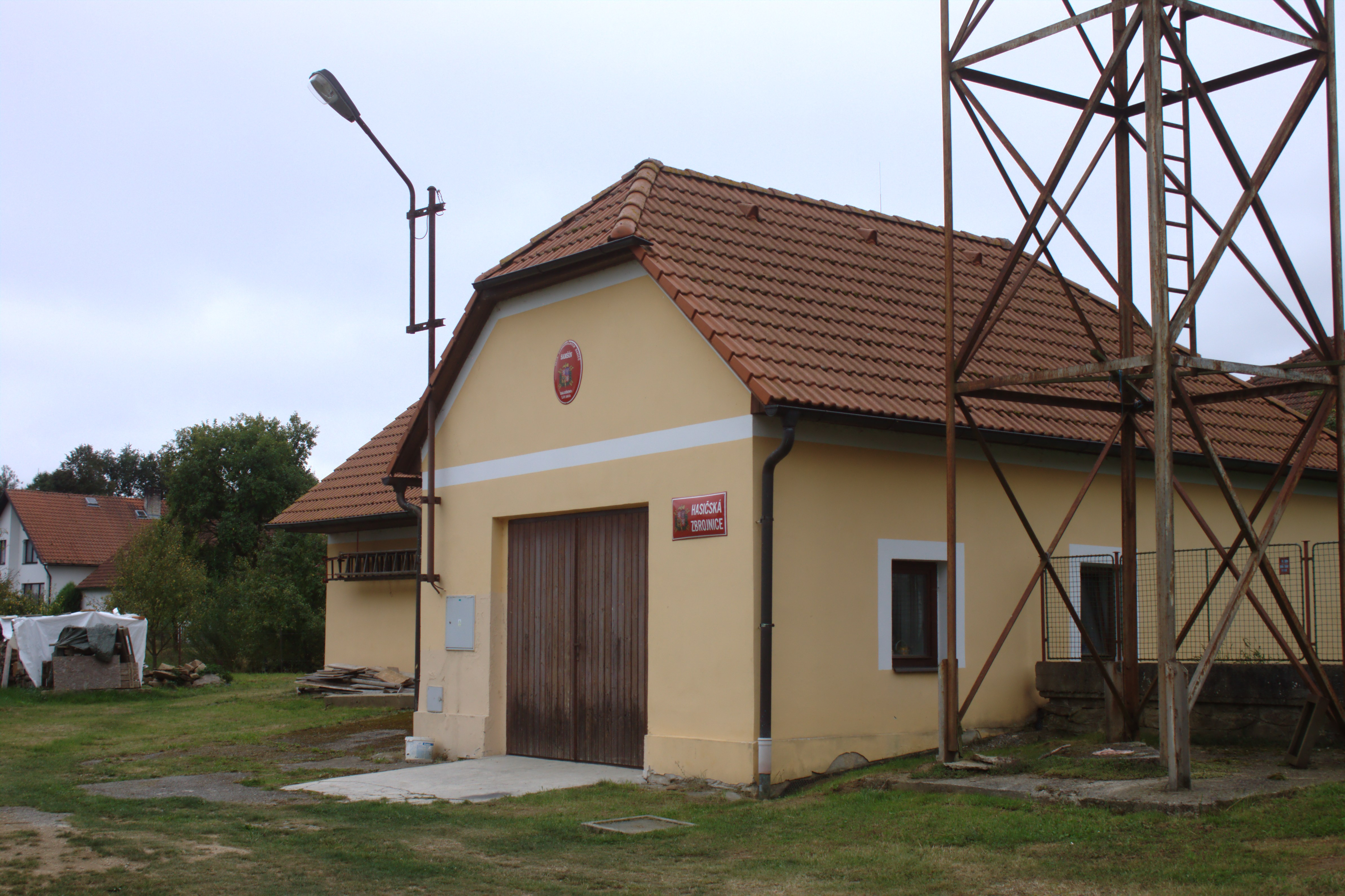
Požární zbrojnice
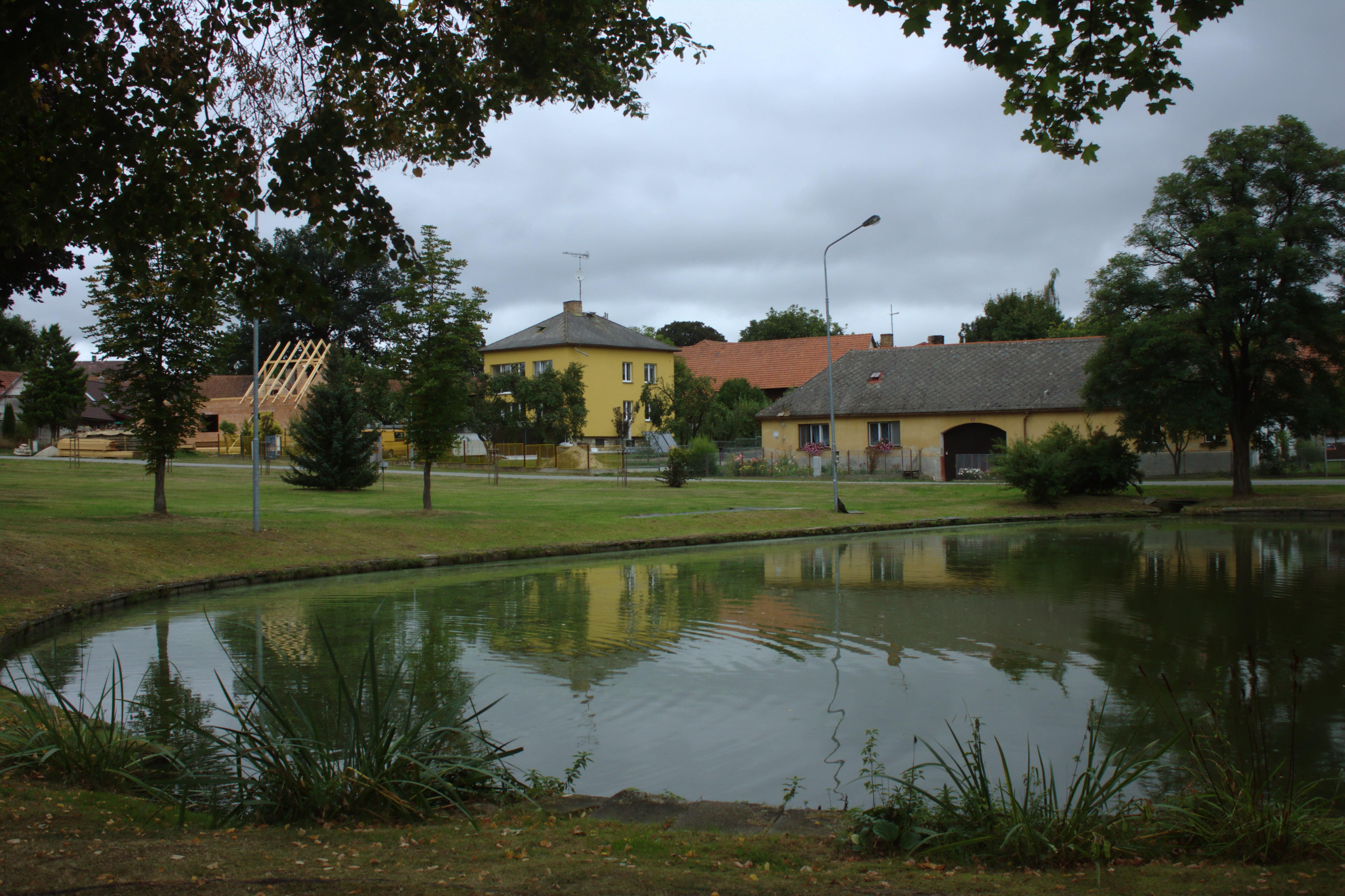
Rybník